# Let It Die
Albums de Feist
Monarch (Lay Your Jewelled Head Down) Open Season
Let It Die est le deuxième album de la chanteuse canadienne Feist, qui a été enregistré à Paris.

## Titres de l'album
1. Gatekeeper
2. Mushaboom
3. Let It Die
4. One Evening
5. Leisure Suite
6. Lonely Lonely
7. When I Was a Young Girl
8. Secret Heart (de Ron Sexsmith)
9. Inside And Out (des Bee Gees)
10. Tout Doucement
11. Now At Last

## Charts mondiaux
| Pays              | Meilleure position | Certification | Vente   |
| ----------------- | ------------------ | ------------- | ------- |
| Australie         | 51                 |               |         |
| Belgique Wallonie | 47                 |               |         |
| Canada            |                    | Platine       | 100 000 |
| France            | 38                 | Or            | 100 000 |
| Allemagne         | 92                 |               |         |
| États-Unis        | 36                 |               |         |